# Техерански медицински университет
Техеранският медицински университет (на персийски: دانشگاه علوم پزشکی و خدمات بهداشتی درمانی تهران) е най-голямото и най-високо класираното медицинско висше училище на Иран.
Намира се в Техеран в непосредствена близост до главната сграда на Техеранския уноверситет. Създаден е като негов факултет, а по-късно се отделя след решение на парламента през 1986 г.
Класиран е като един от иранските топ изследователски университети, с годишен бюджет за научни изследвания от над 300 милиарда риала от правителството. В него учат над 13 000 студенти (40% от които са жени) в над 80 магистърски програми. Към него функционират 16 учебни болници, оборудвани с над 40 библиотеки, публикуват се 34 списания, някои в сътрудничество с академични общества.
Университетът работи и с Националния музей на медицинската история.

## Изследователски центрове
Иран постига най-висок темп на растеж на науката и технологиите в света. Техеранския медицински университет е с най-голямата изследователска мрежа в областта на медицинските науки. Понастоящем, освен изследванията, провеждани в отделите на неговите факултети, той управлява 38 изследователски центрове в Иран. Повече от една трета от научната продукция в Иран се произвежда от медицинския университет.

## Международна база
През 2006 г. група от преподаватели и изследователи създават Международната база на Техеранския медицински университет. Тяхната основна цел е да се достигнат ново качество в образованието и високи постижения в медицинската област на международно ниво. От над 18 000 студенти, които учат в Техеранския медицински университет, 781 студенти са приети в Международната база. Сега те се разпределят в следните специалности: 367 в медицината, 191 в стоматологията, и 148 в фармация. Има 75 студенти в докторските и магистърски нива, които учат в програмите за обществено здравеопазване.
През 2012 г., от 45 000 кандидати, 150 се включват в Международната база. Специалистът по пластична и реконструктивна хирургия, Али Араб Херадманд, който е председател на базата от основаването ѝ през 2006 г., е новият заместник по международните въпроси и глобални стратегии.

## Прием
Техеранският медицински университет има добре установен прием на студенти. Иранските студенти трябва да представят резултатите от своя национален изпит, известен също като „конкурс“, и да имат успешно интервю с членовете на комисията за подбор. Международните студенти, след попълване на онлайн формуляр за кандидатстване по международен прием, трябва да представят документи за своето образование, копие на предишната образователна степен(и), документи за владеене на английски език, препоръчителни писма, мотивационно писмо, автобиография или CV, снимка паспортен формат и копие от първата страница на паспорта. Приемната комисия оценява квалификацията на всеки студент и има крайното мнение за приема на студенти.

## Галерия
- Факултет по фармацевтика
- Основната база на университета
- Библиотеката във факултета по фармацевтика
- Абсолвенти
- Колекция от традиционни билки
- Болница „Имам Хомейни“